# Tavoleto
Tavoleto (im gallomarchesischen Dialekt: Tavlèd) ist eine italienische Gemeinde (comune) mit 831 Einwohnern (Stand 31. Dezember 2023) in der Provinz Pesaro und Urbino in den Marken. Die Gemeinde liegt etwa 26 Kilometer westsüdwestlich von Pesaro und etwa 13,5 Kilometer nordnordwestlich von Urbino, gehört zur Comunità montana del Montefeltro und grenzt unmittelbar an die Provinz Rimini.

## Einzelnachweise

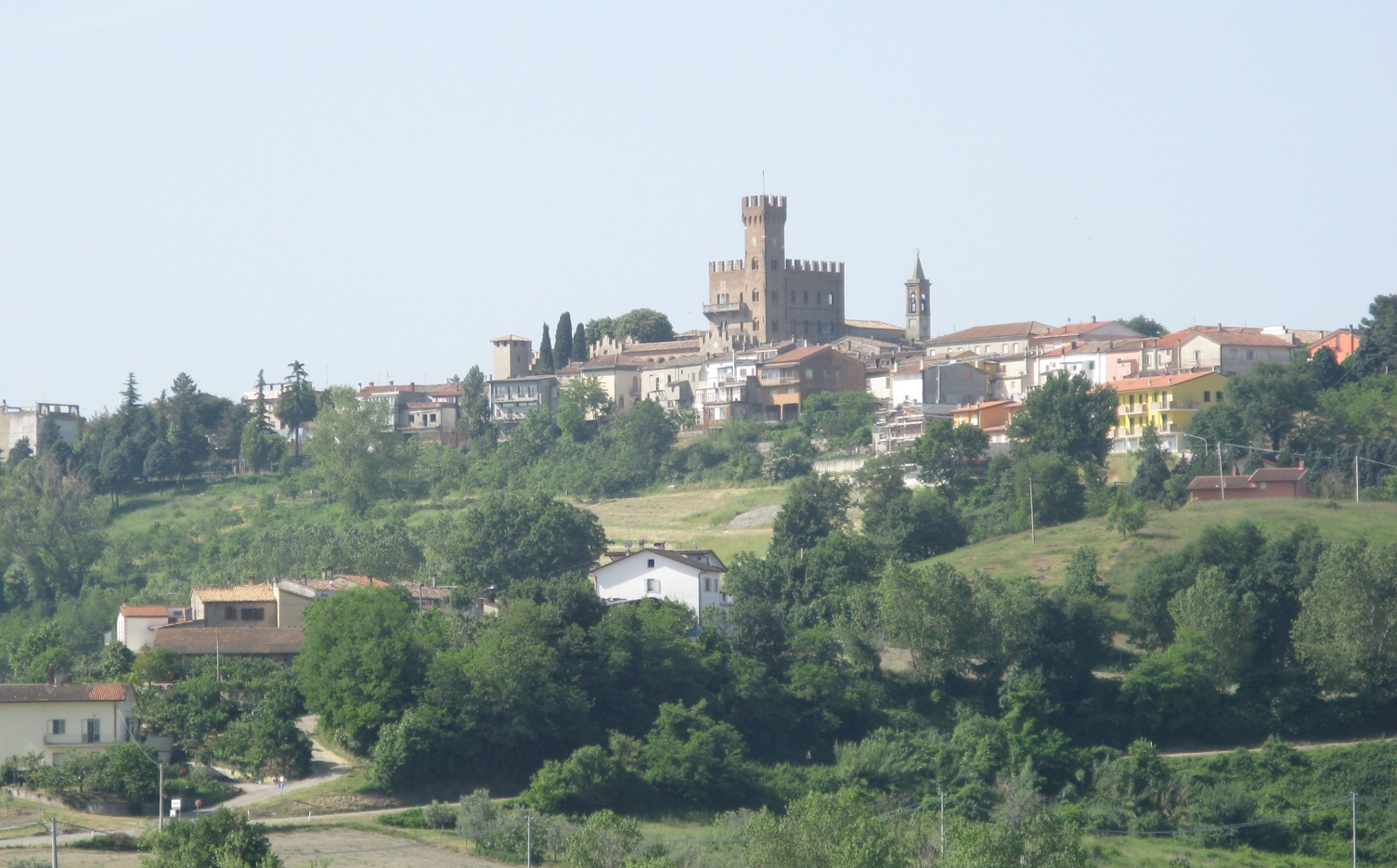
Blick auf Tavoleto